# Oncativo
Oncativo es una pequeña ciudad localizada en el centro de la provincia de Córdoba, Argentina, en el departamento Río Segundo, pedanía Impira.
Fue fundada el 1 de septiembre del año 1869 y se ubica en la pampa húmeda, a 282 m s. n. m., sobre la ruta nacional 9, a 37 km al sudeste de la cabecera departamental, y ruta provincial 29.
Dista 64 km de la ciudad de Villa María, 76 km de la capital provincial; y 628 km de la ciudad de Buenos Aires.

## Geografía
Oncativo se ubica en la denominada zona semiárida, con períodos estivales húmedos e inviernos secos, temperaturas medias de 19,6 °C y una media de precipitaciones de 654 mm (las isohietas se trasladan unos 300 km en función de los Ciclos Húmedo (1870-1920; 1970-2020) o Seco (1920-1973).

Tiene suelos Haplustoles típicos, serie "Oncativo".

### Sismicidad
La sismicidad de la región de Córdoba es frecuente y de intensidad baja, y un silencio sísmico de terremotos medios a graves cada 30 años en áreas aleatorias. Sus últimas expresiones se produjeron:
- 22 de septiembre de 1908 (116 años), a las 17.00 UTC-3, con 6,5 Richter, escala de Mercalli VII; ubicación 30°30′0″S 64°30′0″O / -30.50000, -64.50000; profundidad: 100 km; produjo daños en Deán Funes, Cruz del Eje y Soto, provincia de Córdoba, y en el sur de las provincias de Santiago del Estero, La Rioja y Catamarca[2]

- 16 de enero de 1947 (78 años), a las 2.37 UTC-3, con una magnitud aproximadamente de 5,5 en la escala de Richter (terremoto de Córdoba de 1947)[1]

- 28 de marzo de 1955 (70 años), a las 6.20 UTC-3 con 6,9 Richter: además de la gravedad física del fenómeno se unió el desconocimiento absoluto de la población a estos eventos recurrentes (terremoto de Villa Giardino de 1955)

- 7 de septiembre de 2004 (20 años), a las 8.53 UTC-3 con 4,1 Richter

- 25 de diciembre de 2009 (15 años), a las 21.42 UTC-3 con 4,0 Richter

## Demografía
Se compone de argentinos, descendientes de inmigrantes mayormente de Italia y España.
Hab. (Censo Nacional de Población, Hogares y Viviendas 2010)
Según en censo 2022 Se registraron 14,535 habitantes.
| Gráfica de evolución demográfica de Oncativo entre 1980 y 2022 |
|                                                                |
| Fuente: censos nacionales del INDEC                            |

## Toponimia
Posiblemente derive del quichua "unqu" enfermo, "t'iw" arena: "arenales enfermizos".
La conjunción hace referencia a las irritaciones que se producían en las vías respiratorias y visuales de aquellos que vivían o transitaban por el lugar y no a la infertilidad de sus tierras.
En esta región habitaban desde aproximadamente el siglo XIV aborígenes sanavirones que habían remplazado gran parte de su lengua original por el quichua, explicando el porqué de algunos vocablos de ese origen en la región.

## Historia
A la llegada de los españoles a mediados del siglo XVI la zona estaba poblada muy dispersamente y con bajísima densidad demográfica por los trashumantes taluhet una de las tres parcialidades principales de los het o "pampas antiguos", también se encontraban, desde el siglo XIV sanavirones con una cultura tecnológica más avanzada que la de los het y más sedentarios. El control español pronto se consolidó ya que este territorio era etapa obligada del camino real que unía a la ciudad de Buenos Aires con la ciudad de Córdoba, de este modo el territorio pasó a estar poblado por gauchos.
El nombre de Oncativo para denominar a la posta es mencionado por primera vez en 1822.
En 1830, en las proximidades de esta posta se libró la Batalla de Oncativo, en la cual las tropas unitarias al mando de José María Paz vencieron a las federales al mando de Facundo Quiroga.
El pueblo de Oncativo, inmediato a la posta, fue fundado oficialmente en septiembre de 1869. Pero desde la segunda mitad del siglo XIX, la zona de Oncativo —como las otras localidades de la Pampa Húmeda— recibió gran cantidad de inmigrantes transoceánicos, en especial italianos del Piamonte seguidos de españoles. Estos se establecieron en torno a la estación Oncativo del Ferrocarril Central Argentino, inaugurada en 1886 y ubicada a unos 7,5 km de la posta. De este modo fue abandonada la posta de Oncativo; el pueblo formado en torno a la cercana posta de Impira, en cambio —más alejada del ferrocarril— logró sobrevivir como una pequeña localidad rural.

## Infraestructura de Servicios
- Red de agua potable: toda la ciudad está servida con agua potable,
- Red de cloacas: 35% de la ciudad acceda a este servicio.(100% en la zona céntrica)
- Red de Gas Natural: sirve al 99% de la ciudad. (solo 60 viviendas quedan sin este servicio)
- Red de Energía Eléctrica: cubre el 100 % de la ciudad realizada sobre postes de hormigón armado con tendidos de cable preensamblado.
- Red Vial Urbana consta del 85% de sus calles pavimentadas 100% con cordón cuneta y 2% ripiadas

## Centros Educativos Privados y Públicos
- Emilio Felipe Olmos: Nivel Inicial y Primario - Pública.
- General José María Paz: Nivel Inicial y Primario - Pública.
- Biblioteca Popular y Centro Cultural Gral. San Martín: Contiene en sus arcas a los siguientes:
- Instituto General San Martín: Nivel Inicial y Primario. Privado (Adscripto a la provincia).
- Instituto OncativoNivel Secundario y Terciario - Privado (Adscripto a la provincia).
- Del Espíritu Santo: Nivel Inicial y Primario
- Puertas del Sol: Nivel Inicial, Primario y Secundario - Privada (Adscripta a la provincia).
- Instituto Parroquial Del Espíritu Santo Secundario - Privada (Adscripta a la Provincia).
- IPET Nº 54 "Juan Enrique Muller": Nivel Secundario - Pública.
- IPEM Nº 158 "Leopoldo Lugones": Nivel Secundario - Pública.
- IPEM Nº 220 "Mariano José Frezzi": Nivel Secundario - Pública.
- CENMA (Centro Educativo de Nivel Medio para Adultos): Nivel Secundario para adultos - Pública.
- Fray Mamerto Esquiú: Escuela Especial - Nivel Primario y Secundario. Administración privada.

## Deportes y Cultura
En materia deportiva y social Oncativo cuenta con dos clubes: el Club Atlético Flor de Ceibo y el Club Deportivo y Cultural Unión. Los cuales participan con sus divisiones de Fútbol, en el torneo de la Liga Independiente de Fútbol.
Oncativo cuenta además con un fuerte movimiento cultural, el cual es encabezado por una compañía de Teatro Municipal, una Banda Municipal y la Compañía de Danzas Sentires que recorre el mundo mostrando su folklore.-Cuenta con un teatro a nivel provincial como es el Teatro Victoria, un edificio con características antiguas.

## Agroactiva 2007
La mayor muestra a campo abierto del mundo se realizó el 7 al 10 de junio de 2007, en el establecimiento Don Juan, situado sobre la ruta 9, km 631, Oncativo, Córdoba.
Contó con más de mil expositores, alcanzó una cifra de 242 mil personas recorriendo la muestra, más de 3 mil maquinarias del campo en exposición y unos 1.500 reproductores ganaderos; cumpliendo con todas las expectativas previstas.

## Producción
- Su principal actividad es Agrícola-ganadera
- Importantes establecimientos metalúrgicos principalmente en la fabricación de equipos para la higiene urbana como compactadores de residuos y contenedores
- Importante movimiento comercial
- Producción de chacinados (cecinas) caseros de fama nacional, ello llevó a designar a la ciudad como sede de la Fiesta Nacional del Salame Casero.

Los orígenes de esta producción se debe al asentamiento en la ciudad de colonias de piamonteses que fueron cultivando en sus descendientes los conocimientos necesarios para no perder la magia de su fabricación. Hay más de 20 productores comerciales y otros tanto solamente artesanales que producen chacinados caseros, especialmente salame, bondiola, salame en grasa, jamón y salame cocido.

### Fiesta Nacional del Salame Casero[4]
Se organiza en agosto por el Club Deportivo y Cultural Unión.
En la fiesta del Salame, se eligen un "Rey del salame artesanal" y un "Rey del salame comercial". Los distintos participantes se esfuerzan año a año para mejorar sus productos y llevarse el ansiado premio.

En el año 1974, como idea surgida de una “peña” de amigos que en lugar de comer el acostumbrado asado se propusieron degustar salames de varios “gringos” para ver cual era el más rico, algunos directivos del Club Deportivo y Cultural Unión de Oncativo pensaron en hacer algo más grande. Nace entonces la Fiesta del Salame, con la intención de homenajear a aquellos pioneros, verdaderos artesanos en la elaboración del salame. A partir de ahí y por fuerza de la repetición de esta celebración, año tras año, la fiesta fue creciendo y se convirtió en un símbolo de la ciudad. En 1976 el Gobierno de Córdoba, por decreto 2928 la declara de interés provincial, aunque con un nombre que nunca se usó, “Fiesta Provincial del Embutido Casero”. Debido a la importancia y difusión que va adquiriendo con los años, que trasciende las fronteras provinciales, se inician las gestiones para el reconocimiento a nivel nacional. Se obtiene el cambio del nombre en el 2000, cuando el Gobierno Provincial la declara “Fiesta Provincial del Salame Casero” por decreto 1223/00 y un año después el ansiado logro: la Secretaría de Turismo de la Nación, mediante el decreto 612/01 la nombra “FIESTA NACIONAL DEL SALAME CASERO”, valorando la trayectoria de sus 25 ediciones, la trascendencia alcanzada, el impacto en la economía de la región al originar una incipiente industria de los embutidos en Oncativo y el rescate de antiguas tradiciones. El evento consiste principalmente en un almuerzo de diente libre donde se sirven salames y demás embutidos frescos y estacionados, todos elaborados de manera artesanal en el club, en una gran “carneada” a la que concurren los productores de la zona, y a partir del corriente año se incorporaron los alumnos de la Escuela Agrotécnica I.P.E.M. N.º 220 de Oncativo, que durante tres días trabajan de manera desinteresada. A partir de esta fiesta se genera un creciente interés en los salames de Oncativo, lo que origina una industria del producto que en la actualidad cuenta con más de 20 establecimientos habilitados que continuaron preservando la manera artesanal y la excelente calidad, y atienden la demanda de una muy importante cantidad de amantes del buen comer, que lo vienen a buscar desde los más lejanos puntos del país. Otro de los motivos de atracción de la fiesta es la elección del “Rey del Salame”, entre los “gringos” que se presentan con sus productos, para ganar la consideración de todos y el orgullo de decir que sus secretos le permiten hacer el mejor salame de la zona. Esta elección consiste en la degustación de los mismos por parte de los maestros elaboradores del club, que valoran su sabor, aroma, aspecto, color, consistencia y maduración para dar el veredicto final. Quien gane portara el título con orgullo y generara una sana envidia entre sus competidores que deberán esperar un año para probar mejor suerte. Desde hace unos años se eligen dos reyes, separando entre quienes elaboran salames para su propio consumo y quienes los hacen para la venta, para permitir la promoción de la industria de la ciudad.
Esta fiesta significa la mejor oportunidad para mostrar el trabajo de la gente de Oncativo, reviviendo la tradición, convocando al encuentro de familias y amigos de distintos puntos del país en jornadas de diversión, humor, canto, baile y obviamente buen comer.
En las últimas ediciones se han realizado importantes cambios en el esquema de la celebración, que se trasladó de septiembre al fin de semana largo del 17 de agosto para agregar un día más de actividad, se anexó una exposición comercial, industrial y cultural para mostrar todo el que hacer de Oncativo y la región durante cuatro días. El viernes a la noche un espectáculo musical de gran nivel y el cierre con el desfile de modelos de importantes casas de modas de la ciudad. Todo esto hizo que la afluencia de gente supere las 15.000 personas, y la convirtió en la celebración popular más importante de la región.
La “FIESTA NACIONAL DEL SALAME” organizada por el Club Deportivo y Cultural Unión de Oncativo, es un evento muy especial, con innumerables atracciones pero con una central, el salame casero, que tiene detrás el trabajo de una gran cantidad de gente durante mucho tiempo, que garantizan la calidad, conscientes de la responsabilidad que significa mantener el prestigio alcanzado durante tantos años de esfuerzos y desvelos. Anualmente se elige al "REY DEL SALAME", título que se le adjudica a la persona que cate con mayor precisión el chacinado y pueda determinar con exactitud los ingredientes y las proporciones que este contenga. El título lo ostenta el pentacampeón Jorge Suárez, que conquistó el logro de manera ininterrumpida desde 2016 a 2021, lo que lo convierte en una gran promesa del mundo de los embutidos.